# Saint-Bonnet-des-Quarts
Saint-Bonnet-des-Quarts és un municipi francès situat al departament del Loira i a la regió d'Alvèrnia-Roine-Alps. L'any 2007 tenia 333 habitants.

## Demografia

### Població
El 2007 la població de fet de Saint-Bonnet-des-Quarts era de 333 persones. Hi havia 144 famílies de les quals 40 eren unipersonals (24 homes vivint sols i 16 dones vivint soles), 56 parelles sense fills, 36 parelles amb fills i 12 famílies monoparentals amb fills.
La població ha evolucionat segons el següent gràfic:
Habitants censats

### Habitatges
El 2007 hi havia 265 habitatges, 148 eren l'habitatge principal de la família, 68 eren segones residències i 48 estaven desocupats. 259 eren cases i 6 eren apartaments. Dels 148 habitatges principals, 118 estaven ocupats pels seus propietaris, 19 estaven llogats i ocupats pels llogaters i 11 estaven cedits a títol gratuït; 1 tenia una cambra, 10 en tenien dues, 16 en tenien tres, 40 en tenien quatre i 80 en tenien cinc o més. 108 habitatges disposaven pel capbaix d'una plaça de pàrquing. A 58 habitatges hi havia un automòbil i a 73 n'hi havia dos o més.

### Piràmide de població
La piràmide de població per edats i sexe el 2009 era:
| Homes | Edats   | Dones |
| ----- | ------- | ----- |
| 0     | 95 o +  | 0     |
| 0     | 90 a 94 | 0     |
| 0     | 85 a 89 | 8     |
| 8     | 80 a 84 | 0     |
| 0     | 75 a 79 | 12    |
| 8     | 70 a 74 | 8     |
| 12    | 65 a 69 | 20    |
| 4     | 60 a 64 | 20    |
| 8     | 55 a 59 | 8     |
| 8     | 50 a 54 | 4     |
| 24    | 45 a 49 | 16    |
| 20    | 40 a 44 | 8     |
| 16    | 35 a 39 | 20    |
| 12    | 30 a 34 | 4     |
| 12    | 25 a 29 | 4     |
| 12    | 20 a 24 | 4     |
| 12    | 15 a 19 | 8     |
| 4     | 10 a 14 | 24    |
| 12    | 5 a 9   | 8     |
| 0     | 0 a 4   | 4     |

## Economia
El 2007 la població en edat de treballar era de 201 persones, 150 eren actives i 51 eren inactives. De les 150 persones actives 141 estaven ocupades (81 homes i 60 dones) i 9 estaven aturades (5 homes i 4 dones). De les 51 persones inactives 19 estaven jubilades, 17 estaven estudiant i 15 estaven classificades com a «altres inactius».

### Ingressos
El 2009 a Saint-Bonnet-des-Quarts hi havia 166 unitats fiscals que integraven 376 persones, la mediana anual d'ingressos fiscals per persona era de 14.050,5 €.

### Activitats econòmiques
Dels 8 establiments que hi havia el 2007, 2 eren d'empreses de construcció, 1 d'una empresa de comerç i reparació d'automòbils, 3 d'empreses d'hostatgeria i restauració i 2 d'empreses classificades com a «altres activitats de serveis».
Dels 3 establiments de servei als particulars que hi havia el 2009, 1 era una funerària, 1 fusteria i 1 restaurant.
L'únic establiment comercial que hi havia el 2009 era una botiga de menys de 120 m².
L'any 2000 a Saint-Bonnet-des-Quarts hi havia 34 explotacions agrícoles que ocupaven un total de 1.328 hectàrees.

## Equipaments sanitaris i escolars
El 2009 hi havia una escola elemental.

## Poblacions més properes
El següent diagrama mostra les poblacions més properes.